# Dudleya pachyphytum
Dudleya pachyphytum är en fetbladsväxtart som beskrevs av R. Moran och M. Benedict. Dudleya pachyphytum ingår i släktet Dudleya och familjen fetbladsväxter. Inga underarter finns listade i Catalogue of Life.